# Christopher Buckley
Pour les articles homonymes, voir Buckley (homonymie).
Christopher Taylor Buckley, né le 28 septembre 1952 à Stamford, dans le Connecticut, est un journaliste politique, romancier, nouvelliste et dramaturge américain. Il est le fils de William F. Buckley, Jr. et Patricia Buckley.

## Biographie
Après une formation classique à l'Abbaye École de Portsmouth, Christopher Buckley, comme son père, ressort diplômé de l'Université Yale. Il devient membre de la Skull and Bones. Il travaille comme rédacteur en chef du magazine Esquire.
Il écrit dans les années 1980 les discours du vice-président des États-Unis George Bush. Cette expérience lui inspire son premier roman, The White House Mess (1986), une satire sur la Maison-Blanche.
Dans Contrepoison (Wet Work), paru en 1991, est un roman policier qui raconte la vengeance d'un homme d'affaires milliardaire dont la petite-fille est morte d'une surdose de drogue.
Dans son roman suivant, Salles fumeurs (Thank You for Smoking, 1994), il met en scène un lobbyiste de l'industrie du tabac. Ce roman est adapté au cinéma en 2006 par Jason Reitman, sous le titre Thank You for Smoking, et met en vedette Aaron Eckhart. Dans ce film, Buckley fait, comme figurant, une brève apparition dans le rôle d'un homme déambulant dans le métro.
En 1999, son roman L'Étrange Enlèvement de M. Banion, réédité en format poche sous le titre Les Petits Hommes verts (Little Green Men), évoque l'agence gouvernementale d'enquête UFO observations.
Buckley a également écrit des livres sur la marine marchande.
Il assure également une chronique humoristique dans The New Yorker et collabore à de nombreux magazines et journaux, notamment The New York Times, The Wall Street Journal, The Washington Post, Time, The Atlantic Monthly, Smithsonian, U.S. News & World Report, Vanity Fair, Vogue, Conde Nast Traveler.
Il est le rédacteur en chef du magazine Forbes Life.

## Œuvres

### Romans
- The White House Mess (1986)
- Wet Work (1991)  Publié en français sous le titre Contrepoison, traduit par Yves Sarda, Paris, Denoël, 1992, 328 p.  (ISBN 2-207-24006-1) ; réédition, Paris, éd. J'ai lu coll. « Polar » no 3852, 1994, 381 p.  (ISBN 2-277-23852-X)
- Thank You for Smoking (en) (1994) Publié en français sous le titre Salles fumeurs, traduit par Yves Sarda, Paris, Denoël, 1996, 286 p.  (ISBN 2-207-24307-9) ; réédition, Paris, Librairie générale française, coll. « Le Livre de poche » no 30482, 2006, 408 p.  (ISBN 2-253-10887-1)
- God Is My Broker : A Monk-Tycoon Reveals the 7 1/2 Laws of Spiritual and Financial Growth (1998), écrit en collaboration avec John Tierney et Brother Ty Publié en français sous le titre Dieu est mon agent de change, traduit par Yves Sarda, Paris, Denoël, 1998, 238 p.  (ISBN 2-207-24779-1)
- Little Green Men (1999)  Publié en français sous le titre L'Étrange Enlèvement de M. Banion, traduit par Yves Sarda, Paris, Buchet-Chastel, 2001, 426 p.  (ISBN 2-283-01861-7) ; réédition sous le titre Les Petits Hommes verts, Paris, Seuil, coll. « Points » no P1949, 2008, 378 p.  (ISBN 978-2-7578-0939-6)
- No Way to Treat a First Lady (2002) Publié en français sous le titre Circonstances exténuantes, traduit par Yves Sarda, Paris, Buchet-Chastel, 2003, 375 p.  (ISBN 2-283-01975-3) ; réédition, Paris, Librairie générale française, coll. « Le Livre de poche » no 30254, 2005, 412 p.  (ISBN 2-253-10886-3)
- Florence of Arabia (2004)  Publié en français sous le titre Florence d'Arabie, traduit par Yves Sarda, Paris, éd. Baker Street, 2012, 416 p.  (ISBN 978-2-917559-21-5) ; réédition, Paris, Seuil, coll. « Points » no P2350, 2010, 477 p.  (ISBN 978-2-7578-1677-6)
- Boomsday (2007) Publié en français sous le titre Départs anticipés, traduit par Olivier Deparis, Paris, éd. Baker Street, 2008, 416 p.  (ISBN 978-2-917-559-017)
- Supreme Courtship (2008) Publié en français sous le titre Divine Justice, traduit par Yves Sarda, Paris, éd. Baker Street, 2010, 348 p.  (ISBN 978-2-917559-10-9)
- They Eat Puppies, Don't They? (2013)
- The Relic Master (2015)
- The Judge Hunter (2018)

### Autres publications
- My Harvard, My Yale (1981), écrit en collaboration
- Campion: A Play in Two Acts (1990), pièce de théâtre écrite en collaboration avec James Macguire
- Wry Martinis (1997), recueils d'articles et de nouvelles humoristiques
- Washington Schlepped Here (2003)
- Losing Mum and Pup: A Memoir (2009)
- But Enough About You (2014), recueils d'essais

## Récompenses
- 2002 : médaille Washington Irving de l'excellence littéraire.
- 2004 : prix Thurber de l'humour américain.

## Filmographie
- 2006 : Thank You for Smoking, film américain réalisé par Jason Reitman, d'après le roman éponyme